# العماكر (تعز)
العماكر هي إحدى قرى الجمهورية اليمنية. وهي تتبع جغرافيًا لمحافظة تعز. وإداريًا لمديرية التعزية. يبلغ تعداد سكانها 1794 نسمة حسب الإحصاء الذي جرى عام 2004.